# Chlamydatus artemisiae
Chlamydatus artemisiae är en insektsart som beskrevs av Kelton 1965. Chlamydatus artemisiae ingår i släktet Chlamydatus och familjen ängsskinnbaggar. Inga underarter finns listade i Catalogue of Life.